# Ivano-Frankivsk
Ivano-Frankivsk (ukrajinsko Іва́но-Франкі́вськ, rusko Ивано-Франковск poljsko Iwano-Frankiwsk) je glavno in največje mesto Ivano-Frankivske oblasti v zahodni Ukrajini. Po oceni (2016) v njem živi 230.929 prebivalcev. V svoji zgodovini so mesto večkrat preimenovali, nazadnje leta 1962, ko je dobilo današnje poimenovanje po ukrajinskem pesniku in aktivistu Ivanu Franku.

## Zemljepisni položaj
Mesto Ivano-Frankivsk leži na zahodu Ukrajine, v kotlini reke Bistrice, nedaleč od njenega izliva v Dnester. Mesto  z enim delom sega v severne obronke Karpatov in je od Kijeva oddaljeno okoli 560 km ter od Lvova okoli 137 km.
Nadmorska višina mesta je okoli 120m.
Mesto obkrožajo nižja gorstva, ki ne presegajo nadmorske višine 425m.
Pod mesto je vključenih tudi pet okoliških vasi.

## Zgodovina
Mesto so ustanovili Poljaki, plemiška družina Potocki leta 1662 kot zasebno trdnjavo pod imenom Stanislawów. Zgrajena je bila na mestu vasi Zablotiv, ki je bila znana že od leta 1435. Vas in zemljišče okoli vasi je kupil Stanislaw Rewera Potocki. Kupljeno področje se je uporabljalo pretežno za lov. Trdnjava je imela pomembno strateško vlogo kot čuvaj severnega pristopa do Jabluniškega prelaza prek Karpatov. Pred vpadi Tatarjev je trdnjava tudi služila zaščiti tedanje Poljsko-litvanske republike.
Leta 1772 je mesto prešlo pod upravo Habsburžanov, pozneje pa pod upravo avstrijskega cesarstva. Od leta 1772 do 1919 je bilo mesto pod nadzorom Avstrijcev, z izjemo krajšega obdobja med leti 1809 in 1815, ko je bilo pod nadzorom ruskega carstva.  V tem času  je mesto postalo eno najbolj uglednih mest v Podkarpatju. Po prvi svetovni vojni je mesto bila kratek čas začasna prestolnica Zahodne ukrajinske ljudske republike. Po padcu le-te pa je bilo mesto vključeno v Poljsko. Po poljsko-sovjetski vojni leta 1920 je bilo mesto kratek čas zasedeno s strani sovjetske Rdeče armade. Po njenem umiku so ukrajinske enote zveste Simonu Petljuri za par dni zasedle mesto. V tem času je mesto bilo podvrženo popolni anarhiji.
Septembra 1939, po začetku Druge svetovne vojne je bilo mesto skladno s sporazumom Ribentrop-Molotov zasedeno s strani Sovjetske zveze in vključeno v Ukrajinsko sovjetsko socialistično republiko. Sovjetske enote so mesto zapustile junija 1941, nakar je bilo od julija 1941 do avgusta 1944 zasedeno s strani nacistične Nemčije. 
V času zasedbe s strani sovjetskih sil je bilo veliko družin primoranih zapustiti domove, ker so jih sovjetske oblasti nasilno preselile v Sibirijo. Več kot 600 izobraženih Poljakov in večina judovskega prebivalstva mesta je bilo umorjenih v času nacistične okupacije mesta v obdobju med julijem 1941 in avgustom 1944.
S ponovno priključitvijo mesta Sovjetski zvezi je sovjetska oblast mesto preimenovala v Stanislav. Sovjetske sile so prisilno izselile večino poljskega prebivalstva predvsem na področja, ki jih je Sovjetska zveza pridobila tekom vojne. Po končanih vojaških spopadih  je bilo mesto pod vojaško upravo kot del Karpatskega vojaškega distrikta, kjer je bil sedež sovjetske 38.armade, ki je imela eno izmed ključnih vlog ob invaziji sil Varšavskega sporazuma na Češkoslovaško leta 1968. Leta 1945 priključeno tedanji Sovjetski zvezi kot del Ukrajinske SSR. Leta 1962 je mesto dobilo današnji naziv in je postalo oblastno središče.
S samostojnostjo Ukrajine leta 1991 je mesto vključeno v Ukrajino.

## Poimenovanje mesta
Prvotno poljsko ime mestu Stanislawów je dal poljski plemič Andrzej Potocki po svojem očetu Stanislawu.  Po drugih virih je bilo mesto poimenovano po njegovem vnuku. Med leti 1662 in 1772 v okviru Poljsko-litvanske republike, ki je bila vključena v Kraljevino Poljsko se je mesto imenovalo Stanislawow. Med leti 1772 in 1809 ter med leti 1815 do 1918 v času avstrijskega cesarstva, pozneje v Avstro-Ogrski monarhiji se je mesto v nemščini imenovalo Stanislau. Rusi so mesto v času zasedbe med leti 1809 in 1815 imenovali Stanislav.
V času od novembra 1918 do maja 1919 se je mesto imenovalo Stanislaviv in je bilo prestolnica Zahodne ukrajinske republike. Do zasedbe sovjetskih sil leta 1939 je mesto v Drugi poljski republiki imelo poljsko ime Stanisławów ter je bilo sedež Stanisławówskega vojvodstva. V času sovjetske oblasti se je imenovalo Stanislaviv, med nacistično okupacijo pa Stanislau in je bilo sedež istoimenskega okraja v distriktu Galicija.
V času sovjetske oblasti se je mesto do leta 1962 imenovalo Stanislav, tudi Stanislaviv, ko so mesto preimenovali v Ivano-Frankivsk v spomin ukrajinskega pesnika in političnega aktivista Ivana Franka. Lokalni prebivalci mesto včasih enostavno poimenujejo Franik.

## Klima
Kot velja za večino Ukrajine, je podnebje zmerno celinsko s toplimi poletji in precej mrzlimi zimami. Podani podnebni podatki se nanašajo na zadnjih 62 let. Povprečno število dni s padavinami (170 dni) je skoraj enakomerno razporejeno skozi celotno leto. Največ padavin pade v zimskih mesecih in najmanj - zgodaj jeseni. Nevihte se pojavljajo predvsem v poletnih mesecih, v povprečju okoli 25 letno. Mesto Ivano-Frankivsk je deležno v povprečju na leto 296 dni megle ali meglenih oblakov, kar v povprečju približno 24 meglenih dni na mesec.
| Podnebni podatki za Ivano-Frankivsk (1949–2011) | Podnebni podatki za Ivano-Frankivsk (1949–2011) | Podnebni podatki za Ivano-Frankivsk (1949–2011) | Podnebni podatki za Ivano-Frankivsk (1949–2011) | Podnebni podatki za Ivano-Frankivsk (1949–2011) | Podnebni podatki za Ivano-Frankivsk (1949–2011) | Podnebni podatki za Ivano-Frankivsk (1949–2011) | Podnebni podatki za Ivano-Frankivsk (1949–2011) | Podnebni podatki za Ivano-Frankivsk (1949–2011) | Podnebni podatki za Ivano-Frankivsk (1949–2011) | Podnebni podatki za Ivano-Frankivsk (1949–2011) | Podnebni podatki za Ivano-Frankivsk (1949–2011) | Podnebni podatki za Ivano-Frankivsk (1949–2011) | Podnebni podatki za Ivano-Frankivsk (1949–2011) |
| Mesec                                           | Jan                                             | Feb                                             | Mar                                             | Apr                                             | Maj                                             | Jun                                             | Jul                                             | Avg                                             | Sep                                             | Okt                                             | Nov                                             | Dec                                             | Letno                                           |
| ----------------------------------------------- | ----------------------------------------------- | ----------------------------------------------- | ----------------------------------------------- | ----------------------------------------------- | ----------------------------------------------- | ----------------------------------------------- | ----------------------------------------------- | ----------------------------------------------- | ----------------------------------------------- | ----------------------------------------------- | ----------------------------------------------- | ----------------------------------------------- | ----------------------------------------------- |
| Rekordno visoka temperatura °C                  | 16.1                                            | 20.9                                            | 29.0                                            | 28.2                                            | 32.2                                            | 33.9                                            | 37.1                                            | 37.2                                            | 34.0                                            | 29.0                                            | 22.1                                            | 19.1                                            | 37.2                                            |
| Povprečna visoka temperatura °C                 | −0.5                                            | 1.5                                             | 6.6                                             | 13.8                                            | 19.4                                            | 22.3                                            | 24.2                                            | 23.8                                            | 19.2                                            | 13.6                                            | 6.6                                             | 1.1                                             | 12.5                                            |
| Povprečna dnevna temperatura °C                 | −4.2                                            | −2.6                                            | 1.7                                             | 8.2                                             | 13.6                                            | 16.8                                            | 18.6                                            | 17.9                                            | 13.4                                            | 8.0                                             | 2.7                                             | −2.1                                            | 7.6                                             |
| Povprečna nizka temperatura °C                  | −8.1                                            | −6.6                                            | −2.6                                            | 2.9                                             | 7.9                                             | 11.4                                            | 13.1                                            | 12.4                                            | 8.1                                             | 3.2                                             | −0.8                                            | −5.5                                            | 2.9                                             |
| Rekordno nizka temperatura °C                   | −33.9                                           | −31.0                                           | −25.3                                           | −11.1                                           | −3.9                                            | 0.5                                             | 5.8                                             | 0.8                                             | −4.0                                            | −14.2                                           | −19.3                                           | −35.7                                           | −35.7                                           |
| Povprečna količina padavin mm                   | 26.3                                            | 35.5                                            | 34.5                                            | 55.1                                            | 78.4                                            | 91.6                                            | 101.0                                           | 77.9                                            | 64.1                                            | 48.3                                            | 31.7                                            | 44.8                                            | 689.2                                           |
| Povp. št. dni s padavinami                      | 19.6                                            | 18.0                                            | 18.4                                            | 13.1                                            | 13.6                                            | 13.2                                            | 11.3                                            | 8.7                                             | 11.4                                            | 11.7                                            | 13.8                                            | 17.7                                            | 170.5                                           |
| Povp. št. sneženih dni                          | 14                                              | 13                                              | 9                                               | 3                                               | 0                                               | 0                                               | 0                                               | 0                                               | 0                                               | 1                                               | 7                                               | 13                                              | 60                                              |
| Povprečna relativna vlažnost (%)                | 83.4                                            | 80.5                                            | 74.9                                            | 68.0                                            | 70.2                                            | 73.2                                            | 74.6                                            | 75.4                                            | 78.5                                            | 80.9                                            | 84.8                                            | 86.6                                            | 77.6                                            |
| Vir 1: Climatebase.ru                           |                                                 |                                                 |                                                 |                                                 |                                                 |                                                 |                                                 |                                                 |                                                 |                                                 |                                                 |                                                 |                                                 |
| Vir 2: Weatherbase                              |                                                 |                                                 |                                                 |                                                 |                                                 |                                                 |                                                 |                                                 |                                                 |                                                 |                                                 |                                                 |                                                 |

## Prebivalstvo
Število prebivalcev po posameznih letih
- leta 1732 - 3.300 prebivalcev
- leta 1792 - 5.448 prebivalcev
- leta 1849 - 11.000 prebivalcev
- leta 1869* - 14.768 prebivalcev
- leta 1880 - 18.626 prebivalcev
- leta 1900* - 27.012 prebivalcev
- leta 1910* - 29.850 prebivalcev
- leta 1914 - 64.000 prebivalcev
- leta 1921 - 51.391 prebivalcev
- leta 1931 - 60.626 prebivalcev
- leta 2007 - 222.538 prebivalcev
- leta 2008 - 223.634 prebivalcev
- leta 2009 - 224.401 prebivalec
- leta 2012 - 242.549 prebivalcev

Opomba* - podatki so približni
Narodnostna sestava prebivalstva med leti 1732 in 1921 je v 18.stoletju v  precejšnji meri izkazovana kot religijska pripadnost (katoliki in pravoslavci).
| 1732 - Slovani – 1,518 - Judje – 1,420 - Arenci – 333 - Neznano – 29 |  | 1792 - Slovani – 2,526 - Judje – 2,412 - Armenci – 510 |  | 1869 - Judje – 8,088 - Poljaki– 4,221 - Ukrajinci – 2,236 - Drugi – 186 - Armenci – 55 |  | 1880 - Judje – 10,023 - Poljaki – 5,584 - Ukrajinci – 2,794 - Nemci – 135 - Armenci – 90 |

| 1900 - Judje – 13,826 - Poljaki – 8,334 - Ukrajinci – 4,606 - Nemci – 149 - Armenci – 58 - Čehi – 39 |  | 1910 - Judje – 15,161 - Poljaki – 9,065 - Ukrajinci – 5,624 |  | 1921 - Poljaki – 21,581 - Judje – 20,208 - Ukrajinci – 8,441 - Nemci – 1,076 - Drugi – 74 - Čehi – 11 |

## Gospodarstvo in transport
Ivano-Frankivsk je moderno mesto z razvito lesno in pohištveno industrijo. V mestu je razvita tudi živilska industrija.
5 km zahodno od mesta je mednarodno letališče Ivano-Frankivsk. Odprto je bilo leta 1962 in večinoma je povezano z ukrajinsko prestolnico Kijev. Mesto je z železnico povezano z Lvovom in Kijevom.

## Šolstvo
V mestu je več kot 25 osnovnih šol. V mestu so tudi srednje šole, pri čemer je veliko teh šol s športnim programom.
Mesto ima več univerz, nekdanjih fakultet. Najbolj znana je Univerza Vasil Stefanik, v sestavu katere so pravna, medicinska, ekonomska in teološka fakulteta.
Šolstvo je večinoma javno, obstajajo pa tudi zasebne šole in liceji.

## Kultura
V mestu so številne kulturne inštitucije, filharmonija, nekaj gledališč te številni muzeji, knjižnice in galerije.

## Šport
V mestu je med letoma 1950 in 2007 deloval nogometni klub Spartak, ki je tekmoval v nacionalni ligi Ukrajine. Že leta 1908 pa je bil s strani lokalnih pripadnikov poljske narodnosti ustanovljen nogometni klub pod imenom Rewea Stanislawow, ki je tekmoval na regijskem nivoju do pričetka druge vojne. V času Sovjetske je deloval tudi nogometni klub Elektron (do leta 1970), ki je uspešno tekmoval na regijskem nivoju.
Futsal nogometni klub Uragan je v sezoni 2010/2011 osvojil naslov ukrajinskega prvaka in naslednjo sezono tekmoval v evropskih tekmovanjih pod okriljem UEFA-e.
Poleg tega v mestu delujejo še hokejski klub Vatra, košarkarski klub Hoverla in ragbi klub Roland.
Darja Zgoba in Jana Demjančuk sta telovadki, nosilki medalj z evropskih prvenstev.

## Znamenite stavbe
V mestu so znane stavbe
- Grška katoliška katedrala
- Cerkev Svete Marije
- Latinski kolegij
- Armenska cerkev, danes katedrala Ukrajinske pravoslavne cerkve
- Mestna pivovarna

## Javne površine
V mestu so znani tudi naslednji objekti
- Trg z nekdanjo Mestno hišo (danes je v njej Etnološko kulturni muzej)
- Park Ševčenko z velikim jezerom s številnimi labodi. V okviru parka je tudi nekaj nogometnih igrišč in drugih javnih, športno rekreacijskih površin.
- Trg pred Mestno hišo in upravno hišo Ivano-Frankivske oblasti s spomenikoma Ivanu Franku in pesniku Tarasu Ševčenku.
- Bazar. Veliko področje s staro in novo tržnico ter številnimi trgovinami
- Stometrivka (sto metrov dolga mestna ulica) lokalno poimenovan sto metrov dolg odsek Ulice samostojnosti namenjen samo pešcem s številnimi trgovinami.

## Arhitekturno zanimivi objekti
V mestu so naslednji pomembni arhitekturni objekti
- Trdnjava Stanislav in palača Potocki
- Jezuitski kostel
- Regijski muzej umetnosti v nekdanji cerkvi
- Ratuša, nekdanja mestna hiša
- Spomenik pesniku Adamu Mickiewiczu postavljen leta 1930 in obnovljen leta 1989 postavljen na trgu Adama Mickiewicza pred zgradbo filharmonije. To je najstarejši spomenik v mestu in je bil prvotno postavljen že leta 1898. Je delo poljskega kiparja Tadeusza Blotnickija.
- Spomenik Stepanu Banderi (ukrajinskemu nacionalističnemu politiku) na Trgu Evropa. Leta 2007 je bil nagrajen kot najboljši arhitekturni objekt.[16]

## Znameniti meščani
- Zbigniew Cybulski, poljski pisatelj
- Stanislaw Sosabowski, poljski general
- Aleksej Petrovič Cvetkov, ukrajinski literat, rojen v mestu
- Svetlana Aleksijevič (1948), beloruska pisateljica in novinarka, Nobelova nagrajenka za književnost (2015), rojena v mestu
- Ana Casares, poljsko argentinska igralka
- Juri Andruhovič, ukrajinski pisatelj, prejemnik nagrade Vilenica (2017)
- Jana Demjančuk, ukrajinska telovadka
- Darja Zgoba, ukrajinska telovadka
- Albin Dunajewski, rimskokatoliški kardinal
- Feliks Falk, poljski filmski režiser
- Moses Horowitz, judovski gledališki igralec
- Oksana Lada, ukrajinska igralka
- Anna Seniuk, poljska igralka
- Denis Sičinski (1865-1909), ukrajinski skladatelj
- Vasil Veličovski, škof ukrajinske grško-katoliške cerkve
- Aleksander Wagner, poljski šahovski teoretik

## Pobratena mesta
Mesto Ivano-Frankivsk je pobrateno z naslednjimi mesti
| - Arlington, ZDA - Baia Mare, Romunija - Chrzanów, Poljska - Brest, Belorusija - Jelgava, Latvija - Koszalin, Poljska - Lublin, Poljska - Nowa Sól, Poljska - Nyíregyhaza, Madžarska - Četrt Ochota v Varšavi, Poljska - Opole, Poljska - Oradea, Romunija - Přerov, Češka - Rzeszów, Poljska - Rybnik, Poljska - Serpuhov, Rusija - Surgut, Rusija - Świdnica, Poljska - Târgoviște, Romunija - Tomaszów Mazowiecki, Poljska - Trakai, Litva - Veliki Novgorod, Rusija - Zielona Góra, Poljska |

Mestni svet Ivano-Frankivska je februarja 2016 sprejel sklep o zamrznitvi pobratenja z ruskimi mesti Surgut, Veliki Novgorod in Serpuhov zaradi ukrajinske krize in odnosov z Rusijo.